# 約翰·摩亞 (練馬師)
約翰摩亞（英語：John Moore，1950年3月17日—），綽號「大摩」、「盃王」，曾在澳洲昆士蘭省從事練馬工作（亦曾與胞弟摩加利在新南威爾斯州合組練馬師組合），前香港練馬師及騎師，曾七度奪得香港冠軍練馬師榮銜，是香港賽馬史上贏得最多頭馬的練馬師。
約翰摩亞出身賽馬世家，其父是曾於香港發展的練馬師佐治摩亞，其弟摩加利是與約翰摩亞合作的澳洲練馬師。侄子霑士摩亞為前澳門練馬師，現於日本從事賽馬工作，另一侄子摩力高則為澳門練馬師。約翰摩亞也是香港賽馬自職業化以來，首位年逾65歲可以繼續從練之香港練馬師，同時為2019/2020馬季終身成就獎得主。2022年結束練馬師生涯，轉職販馬代理。

## 簡介
約翰摩亞來港前曾於新加坡策騎，當時其弟摩加利在法國著名練馬師莫里士西亞馬房工作。約翰摩亞在21歲便首次來港策騎，首次出賽的登記體重為126磅，首匹出賽馬為皮羅托夫馬房的「鐵寶郎」，「鐵寶郎」在該場賽事中跑入一席第三，那時候香港賽馬還在業餘時代。1971年香港賽馬開始職業化，馬會開始引入大量外國騎師，1971年3月開展在香港的賽馬事業，香港賽馬踏入職業化後約翰摩亞在港首匹出賽馬是1971年10月9日歐金洪馬房的「奔踶」（許晉封名下馬匹），在首季共出賽24次未獲頭馬但有4次入位。而其弟摩加利亦於1971年12月來港出賽。兩兄弟為其父來港開倉前的先頭部隊。
1972－1973年度馬季，佐治摩亞法國尚蒂伊開倉計劃告吹，最終決定來港開倉，約翰摩亞終於1972年10月14日策其父馬房的「金多寶」獲得在港首場頭馬。由於體重關係，出賽機會少，在鞍上的成績始終平平，其他時間他是一位保險經紀及商家，同時亦協助其父打理馬房事務。1977年掛靴。
1977年，約翰摩亞獲馬會批准任其父（佐治摩亞）馬房的助理練馬師，1985年起正式成為練馬師，於同年9月25日憑「永恒之尊」（當時由摩加利執韁）取得在港從練首場頭馬，並在首季即已取得香港冠軍練馬師。
隨後在1990/1991馬季至1994/1995馬季期間，約翰摩亞四次榮登香港冠軍練馬師寶座（1993/1994馬季除外）。而他亦於2006年打破原本由簡炳墀保持的香港練馬師累積頭馬紀錄，2008年，憑「馬風雲」取得在港從練的第1000場頭馬。
約翰摩亞從練曾勝出多項主要錦標，他曾憑有性格（1995年）、爆冷（2006年）、閒話一句（2009年）、威爾頓（2014年）、明月千里（2016年）及佳龍駒（2017年）六次奪得香港打吡大賽，超越簡炳墀的紀錄。他亦憑計惑於1993年取得香港國際盃（是香港盃的前身）。2007年分別憑爆冷奪得愛彼女皇盃及步步穩奪得冠軍一哩賽，於同一日包辦兩項國際一級賽冠軍，並於2010年再次憑此兩駒奪得該兩項一級賽殊榮，堪稱一時佳話。此外，約翰摩亞也曾於2008年憑創惑奪得香港短途錦標、2011年憑步步穩奪香港一哩錦標及2013年憑多名利奪香港瓶。
於2010-2011馬季，約翰摩亞累積取得74場頭馬，相隔15個馬季後，重奪香港冠軍練馬師寶座（當時他已是第六次）。
自2013年開始，約翰摩亞先後憑「軍事出擊」（2013年新航國際盃）、「綽力之城」（2014年杜拜金莎軒錦標）、「花月春風」（2014年、2015年新航國際盃）勝出四場海外國際一級賽。
由於香港賽馬會早已在2013年修例讓優秀練馬師在年屆65歲後繼續從練至70歲，約翰摩亞遂得以於2014-15年馬季結束後繼續其練馬生涯。
2014年12月10日，約翰摩亞憑「活力歡騰」取得在港從練的第1400場頭馬。
2014年12月14日，約翰摩亞憑「步步友」勝出國際一級賽：香港一哩錦標；亦憑「威爾頓」勝出國際一級賽：香港盃。
2015年2月3日，約翰摩亞的「活力歡騰」於1月28日的跑馬地草地第二班途程1800米勝出頭馬後，被是查出驗出懷疑使用禁藥吲哚美辛。其後於3月19日被取消頭馬資格。
2015年，約翰摩亞旗下的「步步友」順利取得分級賽六連捷，並打破「爪皇凌雨」的單季獎金最高紀錄。
於2014－2015年度馬季，約翰摩亞以139,938,246港元的總獎金，打破自己於2013－2014年度馬季所創的1.36億元紀錄，連續十個馬季成為單季贏得最多獎金的練馬師，並且第七次榮登香港冠軍練馬師寶座。
2016年6月19日，約翰摩亞憑史卓豐策騎的「威力川」奪得於港從練的第1500場頭馬。
2017年3月19日，約翰摩亞憑莫雷拉策騎的「佳龍駒」勝出從練以來第六個香港打吡大賽冠軍，打破簡炳墀之前五勝此賽的紀錄，而「佳龍駒」亦是香港賽馬歷史上首匹「四歲三冠王」，即勝出全部三關四歲馬經典賽事系列賽事（香港經典一哩賽，香港經典盃，香港打吡大賽）。另外，約翰摩亞亦以$155,263,295港元的總獎金，連續十二個馬季成為單季贏得最多獎金的練馬師。
2018年5月27日，約翰摩亞憑潘頓策騎的「勝利專家」奪得於港從練的第1600場頭馬。
於2018-2019馬季，約翰摩亞累積取得75場頭馬，為個人從練以來單季累積頭馬數字最高紀錄，當季練馬師榜名列第二。
2019-2020年馬季是約翰摩亞最後一個馬季，他表明會靠忠心勇士參加香港國際賽事為目標。結果忠心勇士在香港短途錦標跑獲季軍。
2020年2月8日，約翰摩亞憑巴度策騎的「七寶」（許晉亨伉儷名下賽駒）取得在港從練的第1700場頭馬。
約翰摩亞亦獲得2020年度冠軍人馬獎終身成就獎。
約翰摩亞在2019-2020香港馬季結束後，返回澳洲新南威爾斯州與摩加利合組一個練馬師組合，可讓養馬數目增加，或會帶一些在香港上陣的馬匹返回澳洲訓練，如2019年香港打吡大賽季軍新力必。目前是以練馬師身份在澳洲贏出一級賽。
2020年7月12日，由莫雷拉執韁的「一代莊主」成為約翰摩亞在港從練的最後一場頭馬。約翰摩亞在港累積1735場頭馬。
2020年8月5日，新南威爾斯賽馬會正式批准約翰摩亞與摩加利練馬師組合。同年9月1日正式首次以摩加利及約翰摩亞名義派馬上陣，並於紐卡素賽事取下勝利。
2021年3月初，約翰摩亞、摩加利合組馬房正式拆夥，隨後，約翰摩亞在昆士蘭省黃金海岸繼續從練。

#### 本地頭馬紀錄
| 日期           | 成就         | 場地   | 馬名     | 騎師   | 備註                                           |
| -------------- | ------------ | ------ | -------- | ------ | ---------------------------------------------- |
| 1985年9月25日  | 第1場頭馬    | 跑馬地 | 永恒之尊 | 摩加利 |                                                |
| 1987年12月16日 | 第100場頭馬  | 跑馬地 | 麟寶     | 甘寶棠 |                                                |
| 1990年         | 第200場頭馬  |        |          |        |                                                |
| 1992年1月4日   | 第300場頭馬  | 沙田   | 大漠英雄 | 馬佳善 |                                                |
| 1994年4月13日  | 第400場頭馬  | 跑馬地 | 展望     | 馬佳善 |                                                |
| 1996年5月15日  | 第500場頭馬  | 跑馬地 | 寶安勁   | 冼毅力 |                                                |
| 1999年2月21日  | 第600場頭馬  | 跑馬地 | 超驥王   | 范義龍 |                                                |
| 2001年9月8日   | 第700場頭馬  | 沙田   | 開心名駒 | 易根   |                                                |
| 2004年1月18日  | 第800場頭馬  | 沙田   | 勁闖     | 韋達   |                                                |
| 2006年2月11日  | 第900場頭馬  | 沙田   | 陽明先鋒 | 王志偉 |                                                |
| 2008年3月19日  | 第1000場頭馬 | 跑馬地 | 馬風雲   | 白德民 | 香港賽馬史上第一位在港贏出第一千場頭馬的練馬師 |
| 2010年1月24日  | 第1100場頭馬 | 沙田   | 新力勁   | 馬偉昌 |                                                |
| 2011年6月8日   | 第1200場頭馬 | 跑馬地 | 活力至寶 | 白德民 |                                                |
| 2013年2月27日  | 第1300場頭馬 | 跑馬地 | 龍騰虎震 | 賴維銘 |                                                |
| 2014年12月10日 | 第1400場頭馬 | 跑馬地 | 活力歡騰 | 莫雷拉 |                                                |
| 2016年6月19日  | 第1500場頭馬 | 沙田   | 威力川   | 史卓豐 |                                                |
| 2018年5月27日  | 第1600場頭馬 | 沙田   | 勝利專家 | 潘頓   |                                                |
| 2020年2月8日   | 第1700場頭馬 | 沙田   | 七寶     | 巴度   |                                                |
| 2020年7月12日  | 第1735場頭馬 | 沙田   | 一代莊主 | 莫雷拉 |                                                |

## 賽馬事業
約翰摩亞以摩亞賽馬（Moore Bloodstock）為名義於澳洲等地搜羅賽駒，發展販馬事業，並交由兒子喬治摩亞（George Jonathan Moore）打理，讓香港馬主較易獲得實力馬匹。當中新力風、鷹雄於香港出賽前，約翰摩亞已是該賽駒之馬主。其綵衣設計與約翰摩亞練馬師賽馬團體相同。
2021-2022馬季，約翰摩亞加入香港賽馬會馬主行列，以「豐富多彩團體」名義擁有名下賽駒「豐盛多彩」。

## 恐嚇事件
2008年10月15日，約翰摩亞在其沙田馬會宿舍住所接獲恐嚇電話，警告他當晚不可在跑馬地馬場出現。他報警求助，並通知馬會保安部。當晚他並無在跑馬地馬場觀看其馬匹出賽，其後他恢復在晨課時於沙田馬場出現。

## 馬房所屬見習騎師
- 李易學（已掛靴）
- 朱柏榮（已掛靴）
- 陳俊輝（前任澳門練馬師）
- 林凱（前任澳門自由身騎師）
- 鄭昌偉（現任呂健威馬房（從化馬場）助理練馬師）
- 錢健明（前任澳門練馬師）
- 鄭昌達（已故，2000年9月23日於沙田馬場策騎「如我所願」出賽時墮馬，9月26日不治，享年20歲）
- 王志偉（已升格為自由身騎師並已掛靴，沈集成馬房前任助理練馬師）

## 代表馬匹
- 卓惑
- 金蘋果
- 計惑
- 橫財就手
- 有性格 #
- 開心人
- 點心
- 爆冷 #
- 創惑
- 勝利飛駒
- 閒話一句
- 鳥語花香
- 步步穩
- 軍事攻略
- 軍事出擊 #
- 花月春風
- 威爾頓 #
- 多名利
- 喜蓮獎星
- 步步友 #
- 綽力之城
- 明月千里 #
- 鷹雄
- 佳龍駒 #
- 美麗傳承 ##
- 忠心勇士
- 一代莊主（在港從練最後頭馬）

註：#曾獲選年度馬王  ##兩度獲選年度馬王

## 在港策騎成績
| 年度      | 冠 | 亞 | 季 | 殿 | 第五 | 出賽次數 | 所贏獎金（港元） | 備註     |
| --------- | -- | -- | -- | -- | ---- | -------- | ---------------- | -------- |
| 1971-1972 | 0  | 1  | 3  | 1  | --   | 24       | --               | 策騎首季 |
| 1972-1973 | 4  | 3  | 3  | 3  | --   | 47       | --               | 第2季    |
| 1973-1974 | 7  | 10 | 3  | 6  | --   | 75       | --               | 第3季    |
| 1974-1975 | 4  | 2  | 3  | 4  | --   | 38       | --               | 第4季    |
| 1975-1976 | 5  | 6  | 7  | 3  | --   | 67       | --               | 第5季    |
| 1976-1977 | 3  | 5  | 3  | 6  | --   | 35       | --               | 第6季    |
| 總計      | 23 | 27 | 22 | 23 |      | 286      |                  |          |

## 香港從練成績
| 年度      | 冠   | 亞   | 季   | 殿   | 第五 | 出馬總數 | 所贏獎金       | 練馬師榜排名    | 備注     |
| --------- | ---- | ---- | ---- | ---- | ---- | -------- | -------------- | --------------- | -------- |
| 1985-1986 | 48   | 51   | 40   | 41   |      | 412      | $6,697,550     | 1 / 23（冠軍）  | 開倉首季 |
| 1986-1987 | 34   | 36   | 32   | 44   |      | 493      | $6,105,175     | 5 / 23          | 第2季    |
| 1987-1988 | 43   | 41   | 44   | 48   |      | 443      | $8,978,075     | 2 / 20          | 第3季    |
| 1988-1989 | 47   | 42   | 48   | 54   |      | 461      | $11,454,165    | 2 / 20          | 第4季    |
| 1989-1990 | 52   | 53   | 55   | 42   |      | 441      | $14,645,936    | 2 / 20          | 第5季    |
| 1990-1991 | 56   | 37   | 40   | 42   |      | 402      | $16,426,410    | 1 / 22（冠軍）  | 第6季    |
| 1991-1992 | 45   | 50   | 45   | 39   |      | 436      | $17,276,115    | 1 / 22（冠軍）  | 第7季    |
| 1992-1993 | 40   | 34   | 39   | 48   |      | 383      | $18,784,652    | 1 / 23（冠軍）# | 第8季    |
| 1993-1994 | 44   | 44   | 33   | 33   |      | 366      | $23,225,688    | 2 / 24          | 第9季    |
| 1994-1995 | 58   | 47   | 32   | 36   |      | 406      | $35,084,860    | 1 / 24（冠軍）  | 第10季   |
| 1995-1996 | 37   | 34   | 38   | 35   |      | 408      | $24,196,800    | 3 / 24          | 第11季   |
| 1996-1997 | 49   | 41   | 36   | 38   |      | 447      | $32,784,155    | 3 / 24          | 第12季   |
| 1997-1998 | 30   | 36   | 45   | 43   |      | 457      | $24,400,615    | 8 / 24          | 第13季   |
| 1998-1999 | 33   | 31   | 46   | 31   |      | 416      | $26,529,873    | 9 / 24          | 第14季   |
| 1999-2000 | 46   | 55   | 34   | 35   |      | 473      | $30,041,887    | 2 / 25          | 第15季   |
| 2000-2001 | 37   | 38   | 43   | 43   |      | 438      | $32,854,895    | 5 / 25          | 第16季   |
| 2001-2002 | 39   | 36   | 42   | 47   | 36   | 435      | $34,073,225    | 6 / 24          | 第17季   |
| 2002-2003 | 32   | 38   | 38   | 45   | 40   | 434      | $28,806,300    | 10 / 24         | 第18季   |
| 2003-2004 | 51   | 34   | 33   | 28   | 40   | 449      | $44,836,550    | 4 / 25          | 第19季   |
| 2004-2005 | 42   | 41   | 47   | 41   | 33   | 488      | $37,397,425    | 5 / 25          | 第20季   |
| 2005-2006 | 63   | 59   | 51   | 37   | 51   | 501      | $94,714,100    | 2 / 24          | 第21季   |
| 2006-2007 | 40   | 36   | 40   | 38   | 49   | 513      | $63,919,300    | 6 / 25          | 第22季   |
| 2007-2008 | 47   | 49   | 50   | 50   | 54   | 516      | $63,100,540    | 4 / 24          | 第23季   |
| 2008-2009 | 65   | 50   | 64   | 39   | 39   | 457      | $99,767,325    | 2 / 24          | 第24季   |
| 2009-2010 | 59   | 55   | 59   | 52   | 42   | 482      | $96,808,025    | 3 / 24          | 第25季   |
| 2010-2011 | 74   | 61   | 57   | 46   | 52   | 505      | $106,051,790   | 1 / 24（冠軍）  | 第26季   |
| 2011-2012 | 56   | 49   | 50   | 40   | 41   | 488      | $106,157,350   | 2 / 24          | 第27季   |
| 2012-2013 | 59   | 53   | 52   | 43   | 45   | 483      | $102,524,000   | 5 / 24          | 第28季   |
| 2013-2014 | 55   | 63   | 58   | 49   | 36   | 492      | $136,744,875   | 3 / 24          | 第29季   |
| 2014-2015 | 70   | 38   | 55   | 48   | 48   | 540      | $139,938,246   | 1 / 24（冠軍）  | 第30季   |
| 2015-2016 | 52   | 41   | 53   | 35   | 45   | 533      | $121,749,450   | 3 / 24          | 第31季   |
| 2016-2017 | 67   | 50   | 55   | 50   | 35   | 537      | $155,263,295   | 2 / 22          | 第32季   |
| 2017-2018 | 33   | 39   | 35   | 44   | 47   | 498      | $96,764,400    | 12 / 23         | 第33季   |
| 2018-2019 | 75   | 42   | 61   | 44   | 48   | 542      | $125,947,550   | 2 / 22          | 第34季   |
| 2019-2020 | 57   | 55   | 63   | 54   | 36   | 566      | $115,408,686   | 4 / 22          | 第35季   |
| 總計      | 1735 | 1559 | 1613 | 1482 | 817  | 16341    | $2,099,459,233 |                 |          |

註#1992-1993年馬季，取40W和許怡成為雙冠軍

## 資料來源
- 愛彼錶女皇盃- 參賽練馬師簡介2007 香港賽馬會
- 愛彼錶女皇盃- 參賽練馬師簡介2006 （页面存档备份，存于） 香港賽馬會

1. ↑  .   [2020-07-16]. （原始内容存档于2020-07-16）.
2. ↑  .   [2014-12-11]. （原始内容存档于2020-04-04）.
3. ↑  .   [2022-03-25]. （原始内容存档于2021-05-13）.
4. ↑  .   [2015-07-15]. （原始内容存档于2020-04-04）.
5. ↑  .   [2016-06-20]. （原始内容存档于2020-04-04）.
6. ↑  .   [2017-03-23]. （原始内容存档于2017-04-16）.
7. ↑  .   [2017-03-31]. （原始内容存档于2017-03-20）.
8. ↑  .   [2018-06-26]. （原始内容存档于2020-04-04）.
9. ↑  .   [2019-07-04]. （原始内容存档于2020-11-07）.
10. ↑  【冠軍人馬獎】大摩獲終身成就獎 時時精綵膺最佳長途馬
11. ↑  .   [2021-12-31]. （原始内容存档于2021-12-31）.
12. ↑  .   [2018-03-04]. （原始内容存档于2020-11-08）.
13. ↑   (PDF).   [2021-12-31]. （原始内容存档 (PDF)于2020-03-16）.
14. ↑  練馬師大摩接恐嚇電話 周三缺席夜馬 明日賽馬如常督師 （页面存档备份，存于） 蘋果日報，2008年10月18日

## 外部連結
- 練馬師資料 約翰摩亞 （页面存档备份，存于）
- 香港賽馬會 （页面存档备份，存于）
- 摩亞賽馬官方網站 （页面存档备份，存于）